# 西蒙·范多普
西蒙·范多普（荷蘭語：Simon van Dorp，1997年4月10日—），荷兰男子赛艇运动员，2019年世界赛艇锦标赛男子八人单桨有舵手银牌得主、2023年世界赛艇锦标赛男子双人双桨银牌得主、2024年夏季奥林匹克运动会男子双人双桨铜牌得主。